# 孙怡
- 關於明朝政治人物，請見「孫怡 (明朝)」。
- 關於三國時期孫吳將領，請見「孫怡 (三國)」。
- 關於1993年出生於四川省成都市的中國女演員，請見「孙铱」。

孫怡（1993年6月4日—），生於吉林省集安市，中國女演員。

## 生平
孫怡生於吉林集安，8歲開始學習電子琴，到12歲時她的電子琴水平已達到滿級九級。那時，孫怡的媽媽覺得再學下去只是浪費時間，於是便決定讓她轉學鋼琴。之後，孫怡的鋼琴水平也同樣學到了滿級十級。
2013年，大專畢業的孫怡因為喜歡表演，便前往北京參加了一個表演考前班，準備參加第二年的中央戲劇學院藝考。而就在此時，她認識了自己的第一個經紀人，並獲得了在一部影視劇中出演小角色的機會，孫怡也因此正式進入演藝圈發展 。

## 個人生活
- 2016年10月31日，演員董子健在微博上曬出與孫怡甜蜜相擁的照片“怎麼辦我被套牢了”，孫怡則轉發稱“那是你運氣好嘛！” ，兩人大方承認戀情[2]。

- 2017年5月7日，孫怡與董子健合體登雜誌《嘉人marie claire》6月刊封面被提前曝光，並以“我們要結婚啦”作為主題；同日，董子健的經紀人證實，二人已經結婚 [3]。同年，孫怡順利生下一名女嬰[4]。

- 2022年8月8日，孙怡、董子健发文宣布已离婚[5]。

- 2024年3月14日，孙怡滕光正被曝公寓同居。3月14日，孙怡官宣和滕光正分手。

## 影視作品

### 電視劇
| 首播年份 | 劇名                         | 角色      | 備註                                  |
| 2015年   | 《大貓兒追愛記》             | 同同      |                                       |
| 2015年   | 《愛情上上籤》               | 吳蘋      |                                       |
| 2015年   | 《羋月傳》                   | 羋瑤      |                                       |
| 2015年   | 《班淑傳奇》                 | 林岑      |                                       |
| 2016年   | 《十五年等待候鳥》           | 黎璃      |                                       |
| 2017年   | 《因為遇見你》               | 張果果    |                                       |
| 2018年   | 《人生若如初相見》           | 秦桑      |                                       |
| 2018年   | 《涼生，我們可不可以不憂傷》 | 姜生      |                                       |
| 2019年   | 《暴風驟雨》                 | 韓秋蘭    | 2015年拍攝                            |
| 2020年   | 《今夕何夕》                 | 冬月/闻心 | 網路劇                                |
| 2020年   | 《与晨同光》                 | 黎初遥    |                                       |
| 2021年   | 《我和我们在一起》           | 夏颜      |                                       |
| 2021年   | 《你好检察官》               | 姜文静    |                                       |
| 2022年   | 《风起陇西》                 | 翟悦      |                                       |
| 2023年   | 《春日暖陽》                 | 丁沫沫    |                                       |
| 2023年   | 《山河之影》                 | 舒棠      | 網路劇                                |
| 2023年   | 《為有暗香來》               | 芸娘      | 網路劇                                |
| 2023年   | 《我知道我爱你》             | 許諾      |                                       |
| 2025年   | 《余烬之上》                 | 戚夏      | 網路劇                                |
| 待播映   | 《風過留痕》                 | 丹青      | 2021年5月27日 开机 2023年7月18日 杀青 |
| 待播映   | 《一念永恒》                 | 杜凌菲    | 2021年7月18日 开机 2021年11月7日 杀青 |

### 電影
| 上映年份 | 電影名                   | 角色         |
| 2015年   | 《我的青春期》           | 李春霞       |
| 2016年   | 《歡·愛》                | 胡雅婕(少年) |
| 2016年   | 《那件瘋狂的小事叫愛情》 | 女演員       |

### 综艺
| 上映年份 | 電影名                   | 角色     |
| 2021年   | 《再見愛人》             | 常驻嘉宾 |
| 2021年   | 《妈妈，你真好看》       | 常驻嘉宾 |
| 2022年   | 《再见爱人》第二季       | 常驻嘉宾 |
| 2022年   | 《偶然的煮意》           | 常驻嘉宾 |
| 2023年   | 《五十公里桃花坞》第三季 | 常驻嘉宾 |
| 2023年   | 《再见爱人》第三季       | 常驻嘉宾 |
| 2024年   | 《大侦探》第九季         | 录制中   |

## 音樂作品
| 歌曲                         | 發行時間       | 備註                                         |
| ---------------------------- | -------------- | -------------------------------------------- |
| 《初见初恋》                 | 2018年3月25日  | 电视剧《人生若如初相见》插曲                 |
| 《等光》                     | 2018年10月15日 | 单曲                                         |
| 《宅旅行》                   | 2019年3月14日  | 单曲                                         |
| 《对的人》                   | 2020年6月4日   | 单曲                                         |
| 《我的祖国》                 | 2020年10月1日  | 与众多艺人共同演唱的建国七十一周年献礼作品   |
| 《影子里的女孩》             | 2020年12月14日 | 单曲                                         |
| 《I Miss You》               | 2020年12月23日 | 电视剧《與晨同光》插曲                       |
| 《三餐四季》                 | 2021年1月21日  | 单曲                                         |
| 《妈妈 恰恰》                | 2021年5月15日  | 综艺节目《妈妈你真好看》主题曲               |
| 《唱支山歌给党听》（青春版） | 2021年6月28日  | 中国共产党成立百年献礼曲                     |
| 《歌声与微笑》               | 2021年6月28日  | 百年献礼曲                                   |
| 《团结就是力量》             | 2021年6月28日  | 与众多艺人共同演唱的中国共产党成立百年献礼曲 |
| 《风停了》                   | 2021年9月8日   | 电视剧《你好检察官》插曲                     |
| 《刚好2023》                 | 2023年7月9日   | 五十公里桃花坞3 主题曲                       |

## 獎項提名
| 年度 | 頒獎典禮                 | 獎項           | 作品           | 結果 |
| ---- | ------------------------ | -------------- | -------------- | ---- |
| 2016 | 上海國際電影節亞洲新人獎 | 最佳女演員     | 《歡·愛》      | 獲獎 |
| 2016 | 第11屆華語青年影像論壇   | 年度女演員     | 《歡·愛》      | 獲獎 |
| 2018 | 2017國劇盛典             | 年度新晉女演員 | 《因為遇見你》 | 獲獎 |

## 外部
- 孙怡的新浪微博
- 孙怡的Instagram帳戶
- 孫怡工作室的新浪微博
- 孙怡在互联网电影资料库（IMDb）上的資料（英文）
- 孙怡在豆瓣上的资料（简体中文）
- 孙怡在时光网上的簡介（简体中文）